# Jablanica Hidroelektrana
Jablanica Hidroelektrana är ett vattenkraftverk i Bosnien och Hercegovina.   Det ligger i entiteten Federationen Bosnien och Hercegovina, i den centrala delen av landet, 50 km väster om huvudstaden Sarajevo. Jablanica Hidroelektrana ligger 261 meter över havet. Det ligger vid sjön Jablaničko Jezero.
Terrängen runt Jablanica Hidroelektrana är bergig söderut, men norrut är den kuperad. Jablanica Hidroelektrana ligger nere i en dal.Närmaste större samhälle är Jablanica, 0,56 km sydväst om Jablanica Hidroelektrana. 
I omgivningarna runt Jablanica Hidroelektrana växer i huvudsak lövfällande lövskog. Runt Jablanica Hidroelektrana är det ganska tätbefolkat, med 93 invånare per kvadratkilometer.